# Politique dans le Nord-Pas-de-Calais
 (octobre 2017).
Le Nord-Pas-de-Calais était l'une des 22 régions métropolitaines française jusqu'à la réforme de 2015 sur le redécoupage des régions.  Cette région, à l'instar de l'Alsace et de la Corse, n'était composée que de deux départements, le Pas-de-Calais, historiquement acquis à la gauche et le Nord, département plus modéré et alternant.

## Présentation de la région

### Nord(59)
Le Nord est le département français le plus septentrional. Il est bordé par la Mer du Nord, d'où son nom. Il est constitué de la Flandre française, qui correspond aux arrondissements départementaux de Dunkerque, de Lille et de Douai (autrefois partie du comté de Flandre), du Cambrésis (ancienne principauté ecclésiastique) et de la partie méridionale de l'ancien comté de Hainaut. En fait, le département du Nord décrit un tracé similaire à la "Province de Flandre" pré-révolutionnaire, qui avait adopté le blason au lion noir de l'ancien comté de Flandre même si cette province incluait aussi le Cambrésis et une partie du Hainaut en plus du comté de Flandre proprement dit. L'Insee et la Poste lui attribuent le code 59.
Le Nord compte 653 communes. En 2006 (2 565 257 habitants pour le département), 5 comptaient 50 000 habitants ou plus (regroupant 546 748 habitants du département), 17 entre 20 000 et 49 999 habitants (regroupant 480 974 habitants) et 31 entre 10 000 et 19 999 habitants (regroupant 420 253 habitants). 600 autres communes comptent moins de 10 000 habitants.
Le Nord est une terre mixte, oscillant entre la droite et la gauche. Le conseil général du Nord a longtemps été acquis à la gauche. Néanmoins, les Élections cantonales françaises de 1992 vont marquer un séisme dans la vie politique nordiste avec la perte du département par la gauche au profit de la droite du fait des gains exceptionnels de la droite parlementaire lors de ces élections. Cet intervalle politique sera refermé avec les Élections cantonales françaises de 1998 où la gauche reprendra l'Hôtel du département. L'électorat populaire de Roubaix et celui de la ville de Lille tranchent avec ceux des très chics Bondues ou encore Mouvaux.

### Pas-de-Calais(62)
Le Pas-de-Calais est un département français, qui doit son nom au « pas de Calais » qui le sépare de l'Angleterre (le mot pas vient du mot passage et signifie détroit). La préfecture de ce département qui fait partie de la région Nord-Pas-de-Calais est Arras. L'Insee et la Poste lui attribuent le code 62.
Le Pas-de-Calais est un des départements les plus peuplés et les plus urbanisés de France. Pourtant il n'a aucune très grande ville : la plus importante, Calais (intra-muros) représente 80 000 habitants, suivie d'Arras (dont la population s'accroît contrairement à Calais et Boulogne-sur-Mer) ; et Boulogne-sur-Mer ; Saint-Omer constitue aussi une agglomération importante de plus de 50 000 habitants. Le Pas-de-Calais est le département qui a le plus grand nombre de communes (895). Presque toutes ces communes appartiennent à des structures intercommunales (liste des communes).
Le Pas-de-Calais est l'un des départements les plus socialistes de France, les candidats PS y font souvent d'excellents scores, comme le prouvent les élections soviétiques[non pertinent] de certains ténors socialistes du département quelles que soient les élections. Néanmoins, certaines parties du département résistent toujours à la gauche, notamment l'Arrondissement de Montreuil qui, sur 8 cantons, ne voit qu'un seul conseiller de gauche élu et voit de très bons scores apportés à la droite.

### Les différentes villes majeures de la région
|  | Communes          | Département   | Population | Intercommunalité                                     | Maire élu en 2014       | Parti (2014) |
|  | ----------------- | ------------- | ---------- | ---------------------------------------------------- | ----------------------- | ------------ |
|  | Lille             | Nord          | 225 784    | Lille Métropole Communauté urbaine                   | Martine Aubry           | PS           |
|  | Roubaix           | Nord          | 95 893     | Lille Métropole Communauté urbaine                   | Guillaume Delbar        | UMP          |
|  | Dunkerque         | Nord          | 93 638     | Dunkerque Grand Littoral                             | Patrice Vergriete       | DVG          |
|  | Tourcoing         | Nord          | 92 614     | Lille Métropole Communauté urbaine                   | Gérald Darmanin         | UMP          |
|  | Calais            | Pas-de-Calais | 74 817     | Communauté d'agglomération du Calaisis               | Natacha Bouchart        | UMP          |
|  | Villeneuve-d'Ascq | Nord          | 62 717     | Lille Métropole Communauté urbaine                   | Gérard Caudron          | DVG          |
|  | Boulogne-sur-Mer  | Pas-de-Calais | 43 757     | Communauté d'agglomération du Boulonnais             | Frédéric Cuvillier      | PS           |
|  | Valenciennes      | Nord          | 42 851     | Communauté d'agglomération de Valenciennes Métropole | Laurent Degallaix       | UDI          |
|  | Arras             | Pas-de-Calais | 42 672     | Communauté urbaine d'Arras                           | Frédéric Leturque       | UDI          |
|  | Douai             | Nord          | 42 413     | Communauté d'agglomération du Douaisis               | Frédéric Chéreau        | PS           |
|  | Wattrelos         | Nord          | 41 829     | Lille Métropole Communauté urbaine                   | Dominique Baert         | PS           |
|  | Marcq-en-Barœul   | Nord          | 38 874     | Lille Métropole Communauté urbaine                   | Bernard Gérard          | UMP          |
|  | Lens              | Pas-de-Calais | 36 120     | Communaupole de Lens-Liévin                          | Sylvain Rober           | PS           |
|  | Maubeuge          | Nord          | 32 374     | Communauté d'agglomération Maubeuge Val de Sambre    | Arnaud Decagny          | UMP          |
|  | Cambrai           | Nord          | 32 346     | Communauté d'agglomération de Cambrai                | François-Xavier Villain | UDI          |
|  | Liévin            | Pas-de-Calais | 32 026     | Communaupole de Lens-Liévin                          | Laurent Duporge         | PS           |

### Les différentes intercommunalités prépondérantes de la région

#### Les 3 communautés urbaines
|  | N° | Intercommunalité                   | Département   | Population | Communes | Président élu en 2014 | Parti (2014) |
|  | -- | ---------------------------------- | ------------- | ---------- | -------- | --------------------- | ------------ |
|  | 01 | Lille Métropole Communauté urbaine | Nord          | 1 106 885  | 85       | Damien Castelain      | DVG          |
|  | 02 | Dunkerque Grand Littoral           | Nord          | 198 139    | 16       | Patrice Vergriete     | DVG          |
|  | 03 | Communauté urbaine d'Arras         | Pas-de-Calais | 95 035     | 24       | Philippe Rapeneau     | UMP          |

#### Les 11 communautés d'agglomération
|  | N° | Intercommunalité                                            | Département   | Population | Communes | Président élu en 2008   | Parti (2008) |
|  | -- | ----------------------------------------------------------- | ------------- | ---------- | -------- | ----------------------- | ------------ |
|  | 01 | Communauté d'agglomération Béthune-Bruay, Artois-Lys Romane | Pas-de-Calais | 277 812    | 100      | Alain Wacheux           | PS           |
|  | 02 | Communaupole de Lens-Liévin                                 | Pas-de-Calais | 248 957    | 36       | Michel Vancaille        | PS           |
|  | 03 | Communauté d'agglomération de Valenciennes Métropole        | Nord          | 192 000    | 35       | Valérie Létard          | NC           |
|  | 04 | Communauté d'agglomération du Douaisis                      | Nord          | 157 287    | 35       | Christian Poiret        | UMP          |
|  | 05 | Communauté d'agglomération de la Porte du Hainaut           | Nord          | 143 782    | 39       | Alain Bocquet           | PCF          |
|  | 06 | Communauté d'agglomération d'Hénin-Carvin                   | Pas-de-Calais | 125 313    | 14       | Jean-Pierre Corbisez    | PS           |
|  | 07 | Communauté d'agglomération du Boulonnais                    | Pas-de-Calais | 122 755    | 22       | Frédéric Cuvillier      | PS           |
|  | 08 | Communauté d'agglomération Maubeuge Val de Sambre           | Nord          | 105 000    | 22       | Rémi Pauvros            | PS           |
|  | 09 | Communauté d'agglomération du Calaisis                      | Pas-de-Calais | 97 151     | 5        | Philippe Blet           | DVG          |
|  | 10 | Communauté d'agglomération de Saint-Omer                    | Pas-de-Calais | 65 227     | 19       | Joël Duquenoy           | PS           |
|  | 11 | Communauté d'agglomération de Cambrai                       | Nord          | 59 089     | 24       | François-Xavier Villain | DLR          |

#### Carte des intercommunalités en 2011
91 intercommunalités jalonnent le territoire de la région Nord-Pas-de-Calais. Seules une minorité de commune n'appartiennent toujours pas à une intercommunalité, toutes situées dans le département du Nord: La Longueville, Villers-Outréaux, Pont-à-Marcq, Spycker, Watten, Hazebrouck, Wallon-Cappel et Blaringhem.
Il est à noter que la frontière entre le Nord et le Pas-de-Calais est discontinue du fait de la présence d'intercommunalités transfrontalières.

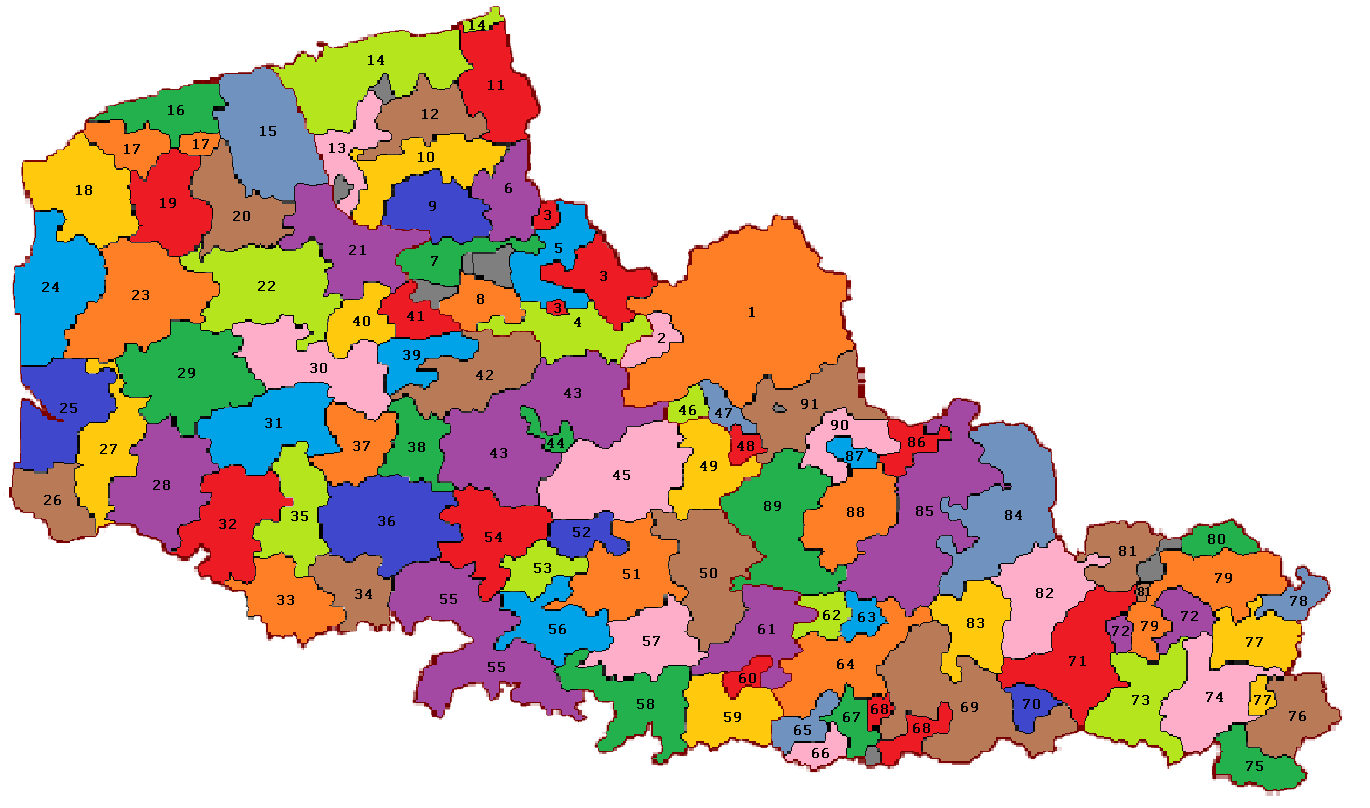
Intercommunalités du Nord-Pas-de-Calais

- 1-Lille Métropole Communauté urbaine
- 2-Communauté de communes de Weppes
- 3-Communauté de communes Monts de Flandre - Plaine de la Lys
- 4-Communauté de communes Flandre Lys
- 5-Communauté de communes rurales des Monts de Flandres
- 6-Communauté de communes du Pays des Géants
- 7-Communauté de communes de l'Houtland
- 8-Communauté de communes de la Voie romaine
- 9-Communauté de communes du Pays de Cassel
- 10-Communauté de communes de l'Yser
- 11-Communauté de communes de Flandre
- 12-Communauté de communes du canton de Bergues
- 13-Communauté de communes de la Colme
- 14-Dunkerque Grand Littoral
- 15-Communauté de communes de la Région d'Audruicq
- 16-Communauté d'agglomération du Calaisis
- 17-Communauté de communes du Sud-Ouest du Calaisis
- 18-Communauté de communes de la Terre des Deux Caps
- 19-Communauté de communes des Trois Pays
- 20-Communauté de communes de la Région d'Ardres et de la Vallée de la Hem
- 21-Communauté d'agglomération de Saint-Omer
- 22-Communauté de communes du Pays de Lumbres
- 23-Communauté de communes de Desvres - Samer
- 24-Communauté d'agglomération du Boulonnais
- 25-Communauté de communes Mer et Terres d'Opale
- 26-Communauté de communes Opale Sud
- 27-Communauté de communes du Montreuillois
- 28-Communauté de communes du Val de Canche et d'Authie
- 29-Communauté de communes du Canton d'Hucqueliers et environs
- 30-Communauté de communes du Canton de Fauquembergues
- 31-Communauté de communes du Canton de Fruges et environs
- 32-Communauté de communes de l'Hesdinois
- 33-Communauté de communes de l'Auxillois[1]
- 34-Communauté de communes de la Région de Frévent
- 35-Communauté de communes de Canche Ternoise
- 36-Communauté de communes du Saint-Polois
- 37-Communauté de communes du Pays d'Heuchin
- 38-Communauté de communes du Pernois
- 39-Communauté de communes Artois-Flandres
- 40-Communauté de communes de la Morinie
- 41-Communauté de communes du Pays d'Aire
- 42-Communauté de communes Artois-Lys
- 43-Communauté d'agglomération de l'Artois
- 44-Communauté de communes de Nœux et environs
- 45-Communaupole de Lens-Liévin
- 46-Communauté de communes de la Haute Deûle
- 47-Communauté de communes du Carembault
- 48-Communauté de communes du Sud Pévélois
- 49-Communauté d'agglomération d'Hénin-Carvin
- 50-Communauté de communes Osartis
- 51-Communauté urbaine d'Arras
- 52-Communauté de communes de l'Artois
- 53-Communauté de communes du Val de Gy
- 54-Communauté de communes de l'Atrébatie
- 55-Communauté de communes des Deux Sources
- 56-Communauté de communes des Vertes vallées
- 57-Communauté de communes du Sud Arrageois
- 58-Communauté de communes de la Région de Bapaume
- 59-Communauté de communes du Canton de Bertincourt
- 60-Communauté de communes de l'Enclave
- 61-Communauté de communes de Marquion
- 62-Communauté de communes de l'Ouest Cambrésis
- 63-Communauté de communes de Sensescaut
- 64-Communauté d'agglomération de Cambrai
- 65-Communauté de communes de la Vacquerie
- 66-Communauté de communes des Hauts du Cambrésis
- 67-Communauté de communes rurales de la Vallée de Vinchy
- 68-Communauté de communes de l'Espace Sud Cambrésis
- 69-Communauté de communes du Caudrésis - Catésis
- 70-Communauté de communes de Haute Sambre-Bois l'Évêque
- 71-Communauté de communes du Pays de Mormal et Maroilles
- 72-Communauté de communes Sambre - Avesnois
- 73-Communauté de communes Rurales des Deux Helpes
- 74-Communauté de communes du Pays d'Avesnes
- 75-Communauté de communes Action Fourmies et environs
- 76-Communauté de communes Guide du pays de Trélon
- 77-Communauté de communes des vallées de la Solre, de la Thure et de l'Helpe
- 78-Communauté de communes frontalières du Nord-Est Avesnois
- 79-Communauté d'agglomération Maubeuge Val de Sambre
- 80-Communauté de communes du Nord Maubeuge
- 81-Communauté de communes du Bavaisis
- 82-Communauté de communes du Quercitain
- 83-Communauté de communes du Pays Solesmois
- 84-Communauté d'agglomération de Valenciennes Métropole
- 85-Communauté d'agglomération de la Porte du Hainaut
- 86-Communauté de communes rurales de la Vallée de la Scarpe
- 87-Communauté de communes d'Orchies-Beuvry-la-Forêt
- 88-Communauté de communes Cœur d'Ostrevent
- 89-Communauté d'agglomération du Douaisis
- 90-Communauté de communes Espace en Pévèle
- 91-Communauté de communes du Pays de Pévèle

## L'évolution politique de la région à travers les différentes élections présidentielles

### Présidentielle 2012
|                | François Hollande     | PS             | 633 442   | 28,53  | 1 142 376 | 54,13  |  |  |
|                | Nicolas Sarkozy*      | UMP            | 524 346   | 23,62  | 967 897   | 45,87  |  |  |
|                | Marine Le Pen         | FN             | 517 115   | 23,29  |           |        |  |  |
|                | Jean-Luc Mélenchon    | FG             | 271 011   | 12,21  |           |        |  |  |
|                | François Bayrou       | MoDem          | 156 865   | 07,07  |           |        |  |  |
|                | Eva Joly              | EELV           | 34 291    | 01,54  |           |        |  |  |
|                | Nicolas Dupont-Aignan | DLR            | 35 282    | 01,59  |           |        |  |  |
|                | Philippe Poutou       | NPA            | 26 086    | 01,17  |           |        |  |  |
|                | Nathalie Arthaud      | FO             | 16 791    | 00,76  |           |        |  |  |
|                | Jacques Cheminade     | SP             | 5 009     | 00,23  |           |        |  |  |
|                |                       |                |           |        |           |        |  |  |
| Inscrits       | Inscrits              | Inscrits       | 2 876 071 | 100,00 | 2 876 276 | 100,00 |  |  |
| Abstentions    | Abstentions           | Abstentions    | 614 313   | 21,36  | 617 024   | 21,45  |  |  |
| Votants        | Votants               | Votants        | 2 261 758 | 78,64  | 2 325 952 | 78,55  |  |  |
| Blancs et nuls | Blancs et nuls        | Blancs et nuls | 41 159    | 01,82  | 148 979   | 06,41  |  |  |
| Exprimés       | Exprimés              | Exprimés       | 2 220 599 | 98,18  | 2 176 973 | 93,59  |  |  |

* Président sortant

### Présidentielle 2007
Les résultats de la Présidentielle de mai 2007 seront historiques pour la région. Pour la première fois depuis l'élection du Général de Gaulle, les deux départements de la région ont, dès le premier tour placé en tête le candidat de la droite, Nicolas Sarkozy. Même dans le Pas-de-Calais, département majoritairement acquis au PS, Ségolène Royal n'est pas parvenue à se hisser en tête. Le candidat de l'UDF réaliste un score plus faible qu'au niveau national alors que le leader du FN réaliste un meilleur score dans la région, en passe de dépasser François Bayrou.
Au second tour, Nicolas Sarkozy devance toujours Ségolène Royal, même si celle-ci est parvenue à se placer en tête dans le département du Pas-de-Calais.
|                | Nicolas Sarkozy*     | UMP            | 639 293   | 27,92  | 1 131 904 | 50,31  |  |  |
|                | Ségolène Royal       | PS             | 573 021   | 25,02  | 1 117 952 | 49,69  |  |  |
|                | François Bayrou      | UDF            | 340 694   | 14,88  |           |        |  |  |
|                | Jean-Marie Le Pen    | FN             | 335 856   | 14,67  |           |        |  |  |
|                | Olivier Besancenot   | LCR            | 127 893   | 05,58  |           |        |  |  |
|                | Marie-George Buffet  | PCF            | 74 021    | 03,23  |           |        |  |  |
|                | Arlette Laguiller    | LO             | 52 668    | 02,30  |           |        |  |  |
|                | Frédéric Nihous      | CPNT           | 43 598    | 01,90  |           |        |  |  |
|                | Philippe de Villiers | MPF            | 40 682    | 01,78  |           |        |  |  |
|                | Dominique Voynet     | Les Verts      | 31 382    | 01,37  |           |        |  |  |
|                | José Bové            | DVE            | 24 593    | 01,07  |           |        |  |  |
|                | Gérard Schivardi     | PT             | 6 324     | 00,28  |           |        |  |  |
|                |                      |                |           |        |           |        |  |  |
| Inscrits       | Inscrits             | Inscrits       | 2 854 532 | 100,00 | 2 855 007 | 100,00 |  |  |
| Abstentions    | Abstentions          | Abstentions    | 528 512   | 18,51  | 501 469   | 17,56  |  |  |
| Votants        | Votants              | Votants        | 2 326 020 | 81,48  | 2 353 538 | 82,43  |  |  |
| Blancs et nuls | Blancs et nuls       | Blancs et nuls | 35 995    | 01,26  | 103 682   | 03,63  |  |  |
| Exprimés       | Exprimés             | Exprimés       | 2 290 025 | 80,22  | 2 249 856 | 78,80  |  |  |

* Parti du président sortant

### Présidentielle 2002
Les résultats de la Présidentielle d'avril 2002 marquent un tournant historique de la région. Alors que le Nord-Pas-de-Calais offre souvent de bons scores à la gauche, la région décide de prendre un autre tournant et place en tête Jean-Marie Le Pen, leader du FN en tête, suivi par Jacques Chirac et Lionel Jospin. Le candidat communiste, Robert Hue termine avec un score honorable de 05,06 % tandis que CPNT s'offre 04,64 %.
Au second tour, Jacques Chirac bénéficie de l'alliance contre Jean-Marie Le Pen et du sursaut républicain en obtenant 78,11 % des suffrages, ce qui est tout de même inférieur à la moyenne nationale, Jean-Marie Le Pen parvenant à dépasser les 20 % avec 21,89 % des suffrages exprimés.
|                | Jean-Marie Le Pen       | FN             | 365 345   | 19,04  | 445 357   | 21,89  |  |  |
|                | Jacques Chirac*         | RPR            | 331 920   | 17,29  | 1 589 090 | 78,11  |  |  |
|                | Lionel Jospin           | PS             | 327 471   | 17,06  |           |        |  |  |
|                | Arlette Laguiller       | LO             | 147 075   | 07,66  |           |        |  |  |
|                | François Bayrou         | UDF            | 114 217   | 05,95  |           |        |  |  |
|                | Robert Hue              | PCF            | 97 192    | 05,06  |           |        |  |  |
|                | Jean-Pierre Chevènement | MDC            | 93 799    | 04,89  |           |        |  |  |
|                | Jean Saint-Josse        | CPNT           | 88 994    | 04,64  |           |        |  |  |
|                | Olivier Besancenot      | LCR            | 84 422    | 04,40  |           |        |  |  |
|                | Noël Mamère             | Les Verts      | 84 406    | 04,40  |           |        |  |  |
|                | Alain Madelin           | DL             | 61 931    | 03,23  |           |        |  |  |
|                | Bruno Mégret            | MNR            | 46 634    | 02,43  |           |        |  |  |
|                | Corinne Lepage          | Cap21          | 24 551    | 01,28  |           |        |  |  |
|                | Christiane Taubira      | PRG            | 22 956    | 01,20  |           |        |  |  |
|                | Christine Boutin        | FRS            | 18 812    | 00,98  |           |        |  |  |
|                | Daniel Gluckstein       | PT             | 9 605     | 00,50  |           |        |  |  |
|                |                         |                |           |        |           |        |  |  |
| Inscrits       | Inscrits                | Inscrits       | 2 769 380 | 100,00 | 2 769 189 | 100,00 |  |  |
| Abstentions    | Abstentions             | Abstentions    | 778 594   | 28,11  | 605 076   | 21,85  |  |  |
| Votants        | Votants                 | Votants        | 1 990 786 | 71,89  | 2 164 113 | 78,15  |  |  |
| Blancs et nuls | Blancs et nuls          | Blancs et nuls | 71 456    | 02,58  | 129 666   | 04,68  |  |  |
| Exprimés       | Exprimés                | Exprimés       | 1 919 330 | 69,30  | 2 034 447 | 73,47  |  |  |

* Président sortant

### Présidentielle 1995
Pour le dernier septennat de la Cinquième République, la région Nord-Pas-de-Calais place en tête le candidat du parti du Président de la République sortant, Lionel Jospin. L'énorme surprise vient alors de la seconde place du FN, Jean-Marie Le Pen devance de peu les deux candidats de la droite classique presque arrivés à égalités avec un peu plus de 16 % chacun. Le PCF s'octroie un assez bon score de 12,68 % tandis que Les Verts font office de figurants.
Le second tour confirme le premier, Lionel Jospin écrase alors le candidat du RPR qui sera pourtant élu en obtenant 55,07 % contre 44,93 % pour Jacques Chirac.
|                | Lionel Jospin        | PS*            | 503 871   | 23,97  | 1 105 389 | 55,07  |  |  |
|                | Jean-Marie Le Pen    | FN             | 358 382   | 17,05  |           |        |  |  |
|                | Édouard Balladur     | UDF            | 356 047   | 16,94  |           |        |  |  |
|                | Jacques Chirac       | RPR            | 354 690   | 16,87  | 901 778   | 44,93  |  |  |
|                | Robert Hue           | PCF            | 266 510   | 12,68  |           |        |  |  |
|                | Arlette Laguiller    | LO             | 122 554   | 05,83  |           |        |  |  |
|                | Philippe de Villiers | MPF            | 86 691    | 04,12  |           |        |  |  |
|                | Dominique Voynet     | Les Verts      | 48 212    | 02,29  |           |        |  |  |
|                | Jacques Cheminade    | SP             | 5 178     | 00,25  |           |        |  |  |
|                |                      |                |           |        |           |        |  |  |
| Inscrits       | Inscrits             | Inscrits       | 2 694 172 | 100,00 | 2 693 973 | 100,00 |  |  |
| Abstentions    | Abstentions          | Abstentions    | 528 163   | 19,60  | 545 966   | 20,27  |  |  |
| Votants        | Votants              | Votants        | 2 166 009 | 80,40  | 2 148 007 | 79,73  |  |  |
| Blancs et nuls | Blancs et nuls       | Blancs et nuls | 63 874    | 02,37  | 140 840   | 05,23  |  |  |
| Exprimés       | Exprimés             | Exprimés       | 2 102 135 | 78,02  | 2 007 167 | 74,51  |  |  |

* Parti du Président sortant

## Le Nord-Pas-de-Calais et les élections européennes
|                  | Voix      | % inscrits | % votants |
| ---------------- | --------- | ---------- | --------- |
| Inscrits         | 6 602 270 | 100,00     |           |
| Abstentions      | 3 764 601 | 57,02      |           |
| Votants          | 2 837 669 | 42,98      |           |
| Bulletins blancs | 84 232    | 1,28       | 2,97      |
| Bulletins nuls   | 34 296    | 0,52       | 1,21      |
| Exprimés         | 2 719 141 | 41,18      | 95,82     |

| Liste Parti | Liste Parti | Tête de liste 2e sur la liste Candidats notables                                   | Voix    | % exprimés | Sièges |
| ----------- | --- | ---------------------------------------------------------------------------------- | ------- | ---------- | ------ |
|             | « Liste bleu Marine. Oui à la France, non à Bruxelles » Front national - Rassemblement bleu Marine                                  | Marine Le Pen Steeve Briois                                                        | 914 222 | 33,62      | 5      |
|             | « Pour la France, agir en Europe avec Jérôme Lavrilleux » Union pour un mouvement populaire                                         | Jérôme Lavrilleux Tokia Saïfi Jean-Paul Gauzès (3e)                                | 509 939 | 18,75      | 2      |
|             | « Choisir notre Europe » Parti socialiste - Parti radical de gauche                                                                 | Gilles Pargneaux Jean-Louis Cottigny (3e) Claude Roiron (20e)                      | 320 250 | 11,78      | 1      |
|             | « UDI • MoDem • Les Européens • Liste soutenue par François Bayrou et Jean-Louis Borloo »                                           | Dominique Riquet Carole Ulmer Jean-Marie Vanlerenberghe (19e) Brigitte Fouré (20e) | 255 108 | 9,38       | 1      |
|             | « Liste Europe Écologie » Europe Écologie Les Verts                                                                                 | Karima Delli François Veillerette Hélène Flautre (19e) François Dufour (20e)       | 194 595 | 7,16       | 1      |
|             | « Non à l'austérité. Pour l'Humain d'abord » Front de gauche                                                                        | Jacky Hénin Nathalie Nail                                                          | 173 531 | 6,38       | 0      |
|             | « Debout la France ! Ni système, ni extrêmes avec Nicolas Dupont-Aignan » Debout la République                                      | Jean-Philippe Tanguy Brigitte Brière                                               | 113 097 | 4,16       | 0      |
|             | « Nouvelle Donne » | Arthur Devriendt Marie-Pierre Seznec                                               | 65 642  | 2,41       | 0      |
|             | « Lutte ouvrière - Faire entendre le camp des travailleurs »                                                                        | Éric Pecqueur Anne Zanditénas                                                      | 45 673  | 1,68       | 0      |
|             | « Nous Citoyens » | André-Paul Leclercq Anne Marie-Gossellin                                           | 40 508  | 1,49       | 0      |
|             | « Citoyens du vote blanc » Parti du vote blanc                                                                                      | Sophie Alligier Bernard Frau                                                       | 17 876  | 0,66       | 0      |
|             | « Pour une Europe des travailleurs et des peuples, envoyons valser l'austérité et le gouvernement ! » Nouveau Parti anticapitaliste | Christine Poupin Jean Pauwels                                                      | 12 426  | 0,46       | 0      |
|             | « Force Vie Nord-Ouest » Parti chrétien-démocrate                                                                                   | Cyril Brun Rosaline Chakroun                                                       | 12 192  | 0,45       | 0      |
|             | « Europe citoyenne » | Chantal Sayaret Laurent Daniel                                                     | 11 859  | 0,44       | 0      |
|             | « UPR Nord-Ouest » Union populaire républicaine                                                                                     | François-Xavier Grison Dolorès Baudelot                                            | 11 517  | 0,42       | 0      |
|             | « Les Pirates pour une Europe des citoyens » Parti pirate                                                                           | Didier Urschitz Dominique Deslandes                                                | 6 075   | 0,22       | 0      |
|             | « Espéranto langue commune équitable pour l'Europe » Europe Démocratie Espéranto                                                    | Christine Pieters Jacques Borie                                                    | 4 730   | 0,17       | 0      |
|             | « Parti fédéraliste européen » | Cédric Suzanne Sonja Jambin                                                        | 4 224   | 0,16       | 0      |
|             | « Féministes pour une Europe solidaire »                                                                                            | Lisa Pleintel Yves Deloison                                                        | 1 974   | 0,07       | 0      |
|             | « Communistes » | Louis-Daniel Gourmelen Jocelyne Le Magoero                                         | 1 394   | 0,05       | 0      |
|             | « Radicalement citoyen » | Damien Courcoux Nora Melloul                                                       | 1 291   | 0,05       | 0      |
|             | « Europe Décroissance Nord-Ouest » Europe Décroissance                                                                              | Tristan Duval Armelle Desprez                                                      | 1 018   | 0,04       | 0      |

| Nom              | Parti (2014) | Parti (2014) | Groupe parlementaire |
| ---------------- | ------------ | ------------ | -------------------- |
| Marine Le Pen    |              | FN           | Non-inscrits         |
| Steeve Briois    |              | FN           | Non-inscrits         |
| Sylvie Goddyn    |              | FN           | Non-inscrits         |
| Tokia Saïfi      |              | UMP          | PPE                  |
| Gilles Pargneaux |              | PS           | S&D                  |
| Dominique Riquet |              | UDI          | ADLE                 |
| Karima Delli     |              | EELV         | Verts/ALE            |

## Les différentes élections municipales dans les Municipalités majeures de la région
1. ↑  Cette intercommunalité comprend une commune du département de la Somme, la commune de Vitz-sur-Authie
2. ↑  Résultats des élections européennes de 2014, circonscription Nord-Ouest, sur le site du ministère français de l'intérieur.